# Ludwig Christoph Wilhelm Cappel
Ludwig Christoph Wilhelm Cappel (* 1772 in Helmstedt; † 9. Juli 1804 in Münden) war ein deutscher Arzt und Hochschullehrer.

## Leben
Cappel war Sohn des Hofrats und Medizinprofessors Wilhelm Friedrich Cappel. Er studierte zunächst ab 1793 an der Universität Helmstedt Medizin und wurde dort 1796 mit der Dissertation De sanguinis congestionibus zum Dr. med. promoviert. Anschließend ließ er sich als praktischer Arzt nieder. Mit seiner Schrift De pneumonia typhode sive nervosa habilitierte er sich 1798 an der Universität Göttingen, wo er bis zu seiner Berufung als außerordentlicher Professor 1800 als Privatdozent lehrte. Seine Antrittsrede hielt er am 22. Oktober 1800. Mit dem Privatdozenten Jordan eröffnete Cappel 1801 eine Privatklinik in Göttingen.
Cappel erhielt außerdem einen Ruf als kaiserlicher Hofrat und Professor nach Moskau. Diese Stellung konnte er allerdings nicht mehr antreten. Er starb auf einer Reise an Lungenschwindsucht.
Die Schriftstellerin und Schauspielerin Clara Anschel war seine Schwester, der Arzt Johann Friedrich Ludwig Cappel sein Bruder und der Geistliche Andreas Friedrich Gottlob Glaser sein Schwager.

## Schriften (Auswahl)
- De pneumonia typhode sive nervosa etc., 1794.
- Beytrag zur Beurtheilung des Brownischen Systems, Dieterich, Göttingen 1798.
- Ein Paar Worte über den Werth der Theorie und der eigenen Erfahrung in Beziehung auf die Ausübung der Heilkunde, Dieterich, Göttingen 1798 (Digitalisat).
- Medicinische Untersuchungen, 1801.